# Matthias Buxhofer
Matthias Buxhofer (né le 30 septembre 1973 à Feldkirch) est un coureur cycliste autrichien, professionnel entre 2000 et 2005.

## Biographie
En 2000, il passe professionnel au sein de la nouvelle équipe suisse Phonak. Il gagne cette année-là le Wartenberg-Rundfahrt et le Vorarlberg GP et est sélectionné en équipe d'Autriche pour la course sur route des Jeux olympiques de Sydney, dont il prend la 51e place. En 2001, il remporte la 5e étape du Tour d'Allemagne en s'échappant à 4 kilomètres de l'arrivée. En 2002, il dispute son seul grand tour, le Tour d'Italie, où il est quatrième du prologue, cinquième d'étape à Chieti et 55e du classement général. Il fait l'objet d'un contrôle antidopage positif à la norandrostérone durant le Tour du Danemark, en août 2002. L'équipe Phonak le licencie dès l'annonce de ce résultat, en octobre.
Suspendu 18 mois, soit jusqu'en août 2004, il reprend sa carrière dans l'équipe Volksbank jusqu'en 2005.
Il pratique ensuite le triathlon.

## Palmarès
- 1993
  - 3e du championnat d'Autriche de cyclo-cross
- 1994
  - Prologue du Tour d'Autriche
  - Tour du Burgenland
  - 3e du championnat d'Autriche de cyclo-cross
- 1995
  - 4e étape du Tour d'Autriche
  - 2e du championnat d'Autriche de cyclo-cross
  - 3e du Straßenengler Radsporttag
- 1996
  - 2e du championnat d'Autriche de cyclo-cross
- 1997
  - 3e du championnat d'Autriche de cyclo-cross
  - 3e de Vienne-Rabenstein-Gresten-Vienne
- 1998
  - Istrian Spring Trophy
  - 3e de Vienne-Rabenstein-Gresten-Vienne
- 1999
  - 2e du championnat d'Autriche de course de côte
- 2000
  - Wartenberg-Rundfahrt
  - Grand Prix Vorarlberg
- 2001
  - 5e étape du Tour d'Allemagne
  - 3e du Tour de Basse-Saxe
- 2002
  - 2e du Tour du Schynberg
  - 3e du championnat d'Autriche contre-la-montre